# John van Loen
Johannes Maria van Loen, mais conhecido como John van Loen (Utreque, 4 de fevereiro de 1965), é um ex-futebolista neerlandês que atuava como atacante.
Pela seleção nacional, van Loen jogou sete partidas, marcando um gol.

## Carreira
Van Loen nasceu em Utreque, o terceiro de quatro irmãos, e passou a infância na 2ª Daalsedijk, próximo à Amsterdamsestraatweg. Aos seis anos iniciou no VVO ’65, no bairro de Overvecht, seguindo os passos do pai, ex-jogador local, e depois ingressou no UVV, onde jogou ao lado de Marco van Basten. Aos doze anos foi integrado ao programa de base do FC Utrecht, treinando semanalmente com a equipe principal, e em 1983, aos dezessete anos, transferiu-se definitivamente para o clube. Fez sua estreia em 26 de fevereiro de 1984, contra o Sparta Rotterdam, e dois anos depois já era titular, anotando quinze gols em trinta partidas na temporada 1985-86.
Em cinco temporadas no FC Utrecht destacou-se como um atacante alto e forte no jogo aéreo, marcando o gol do título da KNVB Beker de 1985 contra o Helmond Sport nos acréscimos.
Em 1988 foi para o Roda JC (25 gols em 56 jogos) e, após participar da Copa do Mundo de 1990 na Itália, transferiu-se para o Anderlecht. Sem adaptar-se à Bélgica, mudou-se para o Ajax e, depois de episódios com a torcida, transferiu-se ao Feyenoord em 1993, onde conquistou o título nacional de 1993-94. Ainda jogou no Sanfrecce Hiroshima, na J1 League, antes de retornar ao Utrecht, e encerrar a carreira aos 33 anos após breve passagem pelo APOEL, em que sofreu grave lesão no tornozelo e não conseguiu estrear oficialmente pelo clube.

## Carreira na seleção
Disputou sete partidas pela seleção neerlandesa entre 1985 e 1990, marcando seu único gol contra Israel pelas eliminatórias da Copa de 1990; estreou em 20 de novembro de 1985 contra a Bélgica e, no Mundial de 1990, entrou em campo por cerca de onze minutos na fase de grupos.